# Juan Bosco (escritor)
Juan Bosco (La Orotava, Tenerife, 14 de marzo de 1973) es un escritor español, autor de novelas, relatos breves y poesía. Durante años compaginó su labor como escritor con la carrera de cantautor. Es catalogado como uno de los artistas «más completos» del ámbito musical canario.

## Biografía
Juan Bosco nació en La Orotava, Tenerife, en 1973. Se licenció en Filosofía por la Universidad de La Laguna.[cita requerida]
Desde muy joven siguió su vocación como escritor, razón por la cual ha recibido varios reconocimientos de prosa y poesía. En 2009 publicó junto a Marta Vila El tercer latido, novela juvenil realizada por encargo del proyecto Alianza de Civilizaciones (Destino).[cita requerida] En 2012 publicó la novela La lista, thriller romántico ambientado en el Tenerife de 1940.
En 2003 Juan Bosco grabó su primer disco, Mejor (Sony-BMG-Buhodiscos).  
Como músico Juan Bosco compartió escenario y cartel con artistas como Jorge Drexler (que participó en su disco), Luis Eduardo Aute, Valdemar Bastos, Albert Pla, Javier Ruibal y Rogelio Botanz.

## Sinopsis deLa lista
En 2012 publicó la novela La lista. La obra está ambientada en la ciudad tinerfeña de La Orotava (ciudad natal del autor) en los albores de la posguerra. 
Lucas se niega a permanecer indiferente ante las desapariciones pero con sus incómodas preguntas molesta a sus superiores y la élite social y militar, ganándose, sin embargo, el afecto de Rosa Pastrana, la joven hija de los condes de Tres Cantos. El destino pone en sus manos, una lista de nombres, un enigmático documento que permitiría salvar varias vidas. Ante esa circunstancia Lucas y Rosa deberán decidir si abandonan su cómoda posición en la sociedad de La Orotava y arriesgan sus vidas en un peligroso juego de intrigas y traiciones. Juntos forjarán un plan de salvación.[cita requerida]

## Galardones
Juan Bosco ha recibido numerosos premios como autor de relatos y poesía, entre ellos el Julio Tovar de Poesía 1998, accésit del premio Cajacanarias de Relato Corto 2006, y el premio Puerto de la Cruz de Poesía en 1993.
En el ámbito musical, fue acreedor al Premio Nacional de Canción de Autor Cantigas de mayo de 2002 y el Tercer Premio Internacional Carlos Cano de Canción.

### Novelas
- El tercer latido
- La lista

### Relatos
- Haihuraán (Cajacanarias)
- Periferia (Colectivo de cuentos de Cajacanarias)

### Poesía
- Minima

## Discografía
- Mejor